# Ruta 615 (Costa Rica)
La Ruta 615, oficialmente Ruta Nacional Terciaria 615, es una ruta nacional de Costa Rica ubicada en la provincia de Puntarenas.

## Descripción
En la provincia de Puntarenas, la ruta atraviesa el cantón de Montes de Oro (los distritos de Miramar, La Unión).